# Komitee zur Vorbereitung der Gründung des Staates Joseon

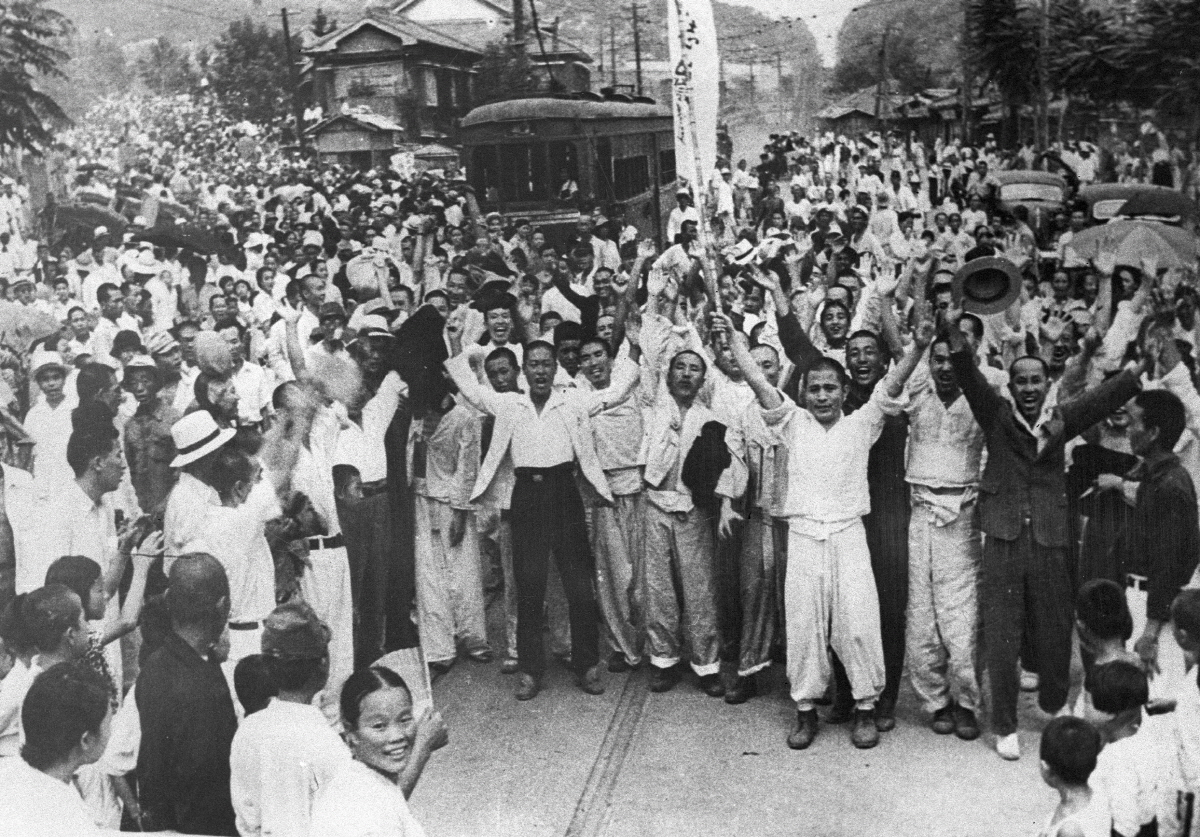
Freilassung der politischen Gefangenen am 16. August 1945

Das Komitee zur Vorbereitung der Gründung des Staates Joseon (kor.: 조선건국준비위원회, Translit.: Joseon-geonguk-junbi-wiweonhoe) war ein nach der Kapitulation Japans in Korea gegründetes Komitee, das das Land nach seiner Unabhängigkeit von Japan wieder zu einem selbstständigen und unabhängigen Staat führen sollte.

## Unterschiedliche Bezeichnungen
In der Literatur sind unterschiedlichen Bezeichnungen für das Komitee zu finden, wie z. B. „Komitee für die Vorbereitung der koreanischen Unabhängigkeit“, „Komitee für die Vorbereitung der Wiederherstellung der Nation“ und „Vorbereitungskomitee zum Aufbau des Landes“. All diese Übersetzungen bezeichnen das am 16. August 1945 gebildete Komitee.

## Geschichte
Mit der Kapitulation Japans entstand eine chaotische politische Situation in der ideologisierte Gruppen einen politischen Machtkampf untereinander austrugen. Im Wesentlichen geschah dies unter vier Gruppen, den radikalen Kommunisten unter der Führung von Pak Hon-yong (박헌영), den mehr sozialdemokratisch orientierten Kräfte unter der Führung von Yo Un-hyong (요운형), den konservativen Nationalisten unter Kim Gu (김구) und den konservativen Demokraten unter Rhee Syng-man (이승만).
Doch zuvor, als Japan bereit war die Kapitulationsbedingungen zu akzeptieren, bat Endō Ryūsaku, Direktor der Administration des Kolonial-Gouverneurs, Yo Un-hyong, der bereits am 10. August 1944 im Untergrund die Korean National Foundation League mit dem Ziel gegründet hatte, im Fall der japanischen Kapitulation die Regierung zu übernehmen, nach dem Ende der japanischen Kolonialherrschaft eine politische Organisation zu bilden, die Recht und Gesetz garantieren und japanisches Eigentum schützen würde. Am 15. August 1945, dem Tag der Kapitulation Japans, verhandelte Yo mit dem japanischen Generalgouverneur und übernahm noch am selben Tag die Regierung. Einen Tag später, am 16. August 1945 wurden daraufhin als erstes alle politischen Gefangenen frei gelassen und unter Yos Führung am 17. August das Komitee zur Vorbereitung der Gründung des Staates Joseon gebildet und landesweit 145 Zweigstellen eröffnet, die Volkskomitees (인민위원회, Immin-wiweonhoe) genannt wurden. Die Komitees setzten die japanischen Kolonialbeamten ab und bildeten Sicherheitstruppen, mit denen sie sich entsprechende Autorität verschaffen konnten.
Das Ziel des Komitees war es, möglichst schnell eine Regierung zu bilden und einen neuen Staat zu formen. Dazu versuchten die Führer des Komitees, die in Mehrzahl dem linken Lager zugehörig waren, politische Vertreter des linken und des rechten Lagers, sowie der Mitte zu binden, indem sie eine Koalitionsregierung aus allen Lagern bildeten. Als Präsident der geplanten Regierung war Rhee Syng-man vorgesehen und Yo als Stellvertreter. Nach einer extrem kurzen Vorbereitungszeit rief das Komitee am 6. September 1945 die Volksrepublik Joseon (조선인민공화국, Joseon-immin-gonghwaguk) mit folgendem Programm aus:
- einen politischen und wirtschaftlichen unabhängigen Nationalstaat bilden zu wollen,
- alle feudalistische Strukturen beseitigen zu wollen,
- die fundamentalen politischen, ökonomischen, und sozialen Bedürfnisse der Nation befriedigen und realisieren zu wollen,
- die schnelle Verbesserung der Lebensbedingungen der Arbeiter, Bauern und Bürger zu erreichen und
- eine enge Kooperation mit allen anderen demokratischen Staaten anzustreben.[3]

Am 14. September veröffentlichte das Komitee schließlich eine Kabinettsliste, in der Rhee Syngman die Präsidentschaft übernehmen sollte. Yeo Un-hyung war als sein Stellvertreter vorgesehen, Kim KU als Minister für Innere Angelegenheiten und Huh Hun als Außenminister. Weitere Ministerposten wurden unter die Großgrundbesitzer verteilt. Da sich die meisten der Benannten aber noch im Exil aufhielten, übernahmen Stellvertreter diese Posten, die fast alle dem linken Lager angehörten. Demgegenüber forderte ein sich zeitgleich entwickelndes Komitee des rechten Lagers, dass die sogenannte Provisorische Regierung der Republik Korea, eine 1919 gegründete Exilregierung, als legale Regierung anerkannt wird.
Parallel zu den politischen Aktivitäten rief das amerikanische Militär, dass unter der Führung von General John R. Hodge am 25. August 1945 im Südteil des Landes gelandet waren, am 7. September 1945 die United States Army Military Government in Korea (USAMGIK) aus. Am selben Tag gründeten die konservativen Nationalisten die „The Korean Democratic Party“ unter der Führung von Song Dschin-u und machten von Anfang an klar, dass sie die Regierung, die unter dem linken Komitee gebildet wurde, nicht anerkennen würden. Die Vertreter des Volkskomitees der ausgerufenen Volksrepublik Joseon hingegen trafen sich am 9. September mit General Hodge, in der Hoffnung Unterstützung für ihre Ziele zu bekommen. Doch die Ankündigung Hodges, das Verwaltungspersonal der japanischen Kolonialregierung inklusive des Generalgouverneurs für eine Übergangszeit noch im Amt zu belassen, war für das Komitee ein Schock, und die Entscheidung am 10. September die ausgerufene Volksrepublik für illegal zu erklären, dann das endgültige Aus ihrer politischen Bestrebungen nach einem unabhängigen, neuen Korea. Die Folge waren Frust und Ärger in der koreanischen Bevölkerung gegen die amerikanischen Besatzer. Dieser entlud sich in Form von Streiks und Demonstrationen.
Das Komitee des rechten Lagers vereinte sich mit anderen rechten nationalistischen Gruppen und gründeten zusammen am 16. September 1945 die Hanguk-minju-dang (한국민주당, Demokratische Partei Koreas), während die amerikanische Regierung das Ziel verfolgte Rhee Syng-man, der Mitte Oktober aus den USA nach Korea zurückgekehrt war, als Vorsitzenden eines demokratischen Rates südkoreanischer Abgeordneter zu installieren.
Spätestens als Rhee im Juli 1948 zum ersten Präsidenten Südkoreas gewählt wurde, war klar, dass es eine Volksrepublik nicht mehr geben wird. Wann sich das Komitee aufgelöst hat, ist nicht bekannt.